# Aleucanitis clarior
Aleucanitis clarior là một loài bướm đêm trong họ Noctuidae.